# 4962 Vecherka
4962 Vecherka è un asteroide della fascia principale. Scoperto nel 1973, presenta un'orbita caratterizzata da un semiasse maggiore pari a 2,6067162 UA e da un'eccentricità di 0,1444251, inclinata di 15,10801° rispetto all'eclittica.